# Germán Blanco
Germán Blanco fue presidente de Huracán durante un periodo de dos años entre 1913 y 1915.
Los logros más destacados en los años de esta dirigencia, fueron el ascenso a la máxima categoría del fútbol argentino la "primera división" y el alquiler del predio que ocupaba el campo de juego en las calles Chiclana 4186 y La Plata. Al término de su mandato fue sucedido por Lorenzo Colonello.

## Presidencia
| Predecesor: Hilario Germán Ramponi | Presidente del Club Atlético Huracán 1913 - 1915 | Sucesor: Lorenzo Colonello |